# بنارویه
بِنارویه شهری است در بخش بنارویه شهرستان لارستان استان فارس در جنوب ایران.
بنارویه در ۸۵ کیلومتری شهر لار واقع شده‌است. مردم آن اغلب کشاورز هستند و عده‌ای در کشورهای حاشیه خلیج فارس کار می‌کنند.
بنارویه یکی از شهرهای مهم استان فارس می‌باشد.
بخش بنارویه شامل شهر بنارویه و ۱۰ روستا است. روستاهای تابعه شامل بختیارویه، شرفویه، مارمه، حسن‌آباد مرگماری، مسیح آباد، حسن‌آباد کریمی، دامچه، دهفیش، جلال‌آباد و لاغران است.

## جمعیت
جمعیت بنارویه برابر با ۱۷۳۲۷تن است (سرشماری ۹۵)، درآمد مردم از کشاورزی و دادوستد با کشورهای شورای همکاری خلیج فارس و کار در آن کشورها می‌باشد. بخش بنارویه در حال حاضر مستقل بوده و شامل شهر بنارویه و دهستان ده فیش که شامل ۶ روستای شرفویه؛ مارمه؛ بختیارویه؛ حسن‌آباد مرگماری؛ دهفیش؛ لاغران است، می‌باشد.

## آثار باستانی
معروف‌ترین اثر باستانی بنارویه شاه‌نشین می‌باشد که به دوره ساسانیان برمیگردد و تنگ حور که با شواهد آثاری همچون آسمان لو که مربوط به دوره زندیه هست پناهگاه خوانین لار در ان زمان بوده‌است. خندق یا (شارستان) معروف که با دیوارهایی به ارتفاع ۱۲ متر و با خشت و گل ساخته شده‌است عمر آن به دوران قبل از اسلام برمی گردد.
از دیگر آثار باستانی بنارویه:
شاه نشین " نقاره خانه که بر بالای کوه شاه نشین که با ارتفاعی در حدود ۲۰۰۰متر ساخته شده‌است،
و همچنین چاه معروف دولاب که بر بلندای ضلع جنوبی کوه شاه نشین حفرشده و معروف به دولو می‌باشند، از جمله این آثار دست کند دو چاه عمیق و مخوف که به قبل از اسلام برمیگردد که طی پیمایشی که از سوی باشگاه غارنوردی و غارشناسی شیرازجوان در شهریور سال ۱۳۹۶ به عمل آمد، عمق چاه اول ۷۴/۶۰ متر و چاه دوم ۶۳ متر برآورد شد.
کاروانسرای زیبا و تاریخی شاه عباسی بنارویه نمونه‌ای از شاهکار مهندسی و یک اثر بی‌نظیر و ماندگار در کشور است.
به گفته نویسنده کتاب دانشنامه تمدن و فرهنگ بنارویه در ۵۰۰ سال گذشته: این کاروانسرا بازمانده عصر صفوی و توسط یک معمار و هنرمند هندی شیعه که اصالتاً اهل همدان بوده و به دلیل ارتباطات گسترده‌ای که در عصر شاه عباس صفوی با دربار سلسله شیعی قطب شاهیان هندوستان داشت این معمار ماهر و زبردست نیز به فارس و نهایتا بنارویه اعزام شد و عملیات ساخت این بنای تاریخی را با کمک سایر معماران بومی منطقه شروع زدند.
این کاروانسرا در حدود ۴۵۰ سال پیش در بنارویه ساخته شده‌است و جزء چهار کاروانسرای منحصربفرد هشت ضلعی در بین ۹۹۹ کاروانسرای ساخته شده در ایران عصر صفوی می‌باشد.
کاروانسرای ۴ ایوانه بنارویه دارای ۲۸غرفه و دو شترخانه بزرگ است.
به گواهی برخی گزارشات و مستندات تاریخی به فاصله حدوداً ۱۰۰ سال پس از احداث اولیه کاروانسرای شاه عباسی بنارویه بنابر اعتقاداتی که در خصوص وجود "اجنه" و دیو و جلوگیری از آزار و اذیت مردم معمول بوده، در محوطه داخلی و غرفه‌های این کاروانسرا مردم به صورت دسته جمعی و دسته‌های چند نفری دعای معروف"ناد علیا مظهر العجائب… را جهت جلوگیری و رفع شر و اذیت اجنه و ارواح خبیثه قرائت می‌کردند.
قابل ذکر است که درآن ایام در بین مردم باور و اعتقاد به وجود و مشاهده اجنه و دیو بسیار رایج بوده‌است.
جهانگردان و باستان‌شناسان زیادی طی دو دهه گذشته از این کاروانسرای تاریخی بازدید کردند که خوشبختانه نتایج تحقیقات این بازدیدها به صورت یک سلسله پژوهش‌های علمی در کتاب‌های "دیرین دیار" و "دانشنامه تاریخ و تمدن بنارویه طی ۵۰۰ سال گذشته" به قلم سلمان بشکار به رشته تحریر درآمده است.
یکی از معروفترین آثار بِاستانی و با شکوه تاریخی شهر بنارویه، بَهرهٔ شارِستان نام دارد که به خندق نیز معروف است. این مکان تاریخی یازده هزار متر مربع مساحت دارد. دیوارهای بهره که ارتفاع آن به ۱۲ متر می‌رسد، از خشت و گِل ساخته شده و قدمت آن‌ها به دوره ساسانی بر می‌گردد.
این اثر تاریخی روزگاری محل زندگی مردمانی سختکوش و با صلابت بوده‌است. بهره شارستان که در شرق شهر بنارویه قرار گرفته‌است با عظمت و وقار خود حکایت سالیان مدید و سده‌های باستان را بازگو می‌کند.
کهندژ بزرگ بهره، شاخص‌ترین اثر تاریخی شهر بنارویه است که در سال ۱۳۸۰ به ثبت ملی رسیده‌است. متأسفانه در طول زمان و به دست عده‌ای ناآگاه صدمات و آسیب‌های فراوان به این بنای عظیم وارد آمده و این اثر تاریخی شکل و صورت واقعی خود را از دست داده‌است.
این بنا مستطیل شکل و به وسیلهٔ برج و باروهای متعددی محصور بوده‌است. اطراف دیوارها، به وسیله خندق‌های وسیعی که مملو از آب بوده به منظور جلوگیری از نفوذ دشمنان محافظت می‌شده‌است. بر اساس برخی شواهد، بهره دارای اتاقهایی دو طبقه و زیرزمینی نیز بوده‌است.
کاوش‌های باستان‌شناسی می‌تواند در بررسی دقیق نوع نقشه، معرفی فضاها، عناصر تشکیل دهنده و نحوه استقرار آنها کمک شایانی نماید.
این بنای با عظمت جزء بزرگ‌ترین سازه خشتی باستانی در منطقه محسوب می‌شود که متأسفانه مورد غفلت و کم لطفی قرار گرفته و تاکنون هیچ برنامه ای جهت کاوش، تحقیق، مرمت و بازسازی یا حداقل جلوگیری از تخریب‌های بیشتر انجام نگرفته‌است.
این بنای شگفت‌انگیز، تداعی‌گر تاریخ کهن و پر رمز و راز این شهر است و قرنهاست که رازهای بیشمار و سر به مُهر خود را بر ساکنان این شهر پوشیده و پنهان داشته‌است.

## دین و مذهب
دین مردم شهر بنارویه اسلام است و مذهب اکثریت آنها شیعه ۱۲ امامی و اقلیت نیز سنی شافعی است. 
دو روستای تابع بخش بنارویه (لاغران و مارمه) اهل سنت شافعی هستند. گروهی از یهودیان نیز در گذشته در این شهر حضور داشتند که شامل ۴ خانوار بوده اند اکثریت به اسرائیل مهاجرت کرده‌اند.

## زبان
مردم بنارویه به زبان اچمی (خودمونی) و لهجه ی بنارویه‌ای که از شاخه های گویش جویم و بنارویه ای هست تکلم میکنند.

## نژاد
نژاد مردم بنارویه اچم (خودمونی) است.